# Tom Van Dyck (Musiker)
Tom Van Dyck (* 25. März 1967) ist ein belgischer Jazzsaxophonist.

## Leben und Wirken
Nach Kursen bei John Ruocco, Kurt Van Herck, Ben Sluys und Jeroen Van Herzeele studierte Van Dyck von 1991 bis 1997 am Konservatorium von Rotterdam Jazzsaxophon bei Dick de Graaf und Jasper Blom. Er besuchte Meisterklassen bei Lee Konitz, Kenny Wheeler und Joe Lovano und studierte Kontrapunkt bei Volkert Grondsma. Seit 1999 unterrichtet er Jazzsaxophon an der Musikakademie Jozef Van Poppel in Deurne.
1993 tourte Van Dyck mit einer Soul- und Funkband unter David Rockefeller durch Indonesien. Danach trat er im Brüsseler Jazzclub The Sounds als Leiter eines Quintetts mit Jan Muës, Ernst Vranckx, Eric Thielemans und Bas Kooimans auf. Ab 1994 gehörte er der Bigband des Konservatoriums von Rotterdam unter Leitung von Bob Brookmeyer und Ab Schaap an.
Mit der Gruppe Pentachrome (Eric Thielemans, Laurent Blondiau, Guus Bakker und Andreas Suntrop), für die er auch als Komponist arbeitet, gewann er 1996 den zweiten Preis beim Erasmus Jazz Prize in Rotterdam. Mit der Band Geel!, für die er ebenfalls komponierte, gewann er 1997 den zweiten Preis beim GETXO-Festival in Bilbao und 1998 den ersten Preis beim Dutch Jazz Contest.
1999 nahm er mit dem Tim Vets Quartet (mit Kurt Van Herck und Oene van Geel) am Jazzwettbewerb im niederländischen Helmond teil, wo die Gruppe den ersten Preis gewann. Er wurde dann Mitglied der Gruppe Animo & cinema (Michel Bisceglia, Ben Sluys, Frank De Ruyter, Laurent Blondiau, Jan Nihoul, Kurt Budé) und von Augustin Folys Da Funkamental Bass Project (mit Patrick D'Orcean, Manu Codjia und Viveka Turrentine).
Mit Kris Duerinckx, Mark Haanstra und Andreas Suntrop gründete er das Quartett Odd On, dessen erstes Album About Time 2002 erschien. Van Dyck leitet ein eigenes Quartett (mit Andreas Suntrop, Mark Haanstra und Mimi Verderame), außerdem die Gruppen Saxkartel (mit Kurt Van Herck, Sara Meyer und Steve Delannoye) und t-unit 7 (mit Michel Paré, Fred Delplancq, Ewout Pierreux, Mark Haanstra und Herman Pardon). Als Sideman spielt er u. a. im Tuesday Night Orchestra, der The Belgium Jazz Big Band und der Village Big Band.

## Diskographie
- Odd On: About Time, 2002
- Saxkartel: Airdance, 2004 (mit Kurt Van Herck, Sara Meyer und Robin Verheyen)
- Saxkartel: Yellow sounds & other colours, 2007
- t-unit 7: The Wind’s Caress, 2007